# Mediante
A mediante ou relativa da dominante na teoria musical é um dos graus da escala musical e, na música tonal e no modo maior das escalas representa o terceiro grau, localizado entre os graus supertônica e a subdominante.
A mediante é relativo da dominante, pois possuem as mesmas notas entre si, ou se encontra uma terça menor (três semitons) abaixo.
Cada grau da escala recebe um nome de acordo com a sua função exercida na escala. É o grau intermediário, que forma uma terça com a tônica e a dominante. Tal como a subdominante, este grau é chamado "nota modal" porque determina se está no modo maior ou modo menor.
O acorde principal é formado iniciando no terceiro grau de uma escala, que possui função forte, simbolizado com o número romano III se é maior, ou iii se é menor. Este pode substituir a tônica grau I, ou vim em seguida com a sensação de passo dado, porem não descido.
Por exemplo, na harmonia triádica (que forma os acordes com intervalos de terça iniciando na nota tônica) usando a escala fundamental dó maior o acorde de três notas (tríade) que cumpre a função de mediante, é composto pelas notas mi-sol-sí (que correspondem respectivamente à: fundamental, terça e a quinta do acorde E).